# Gongyi

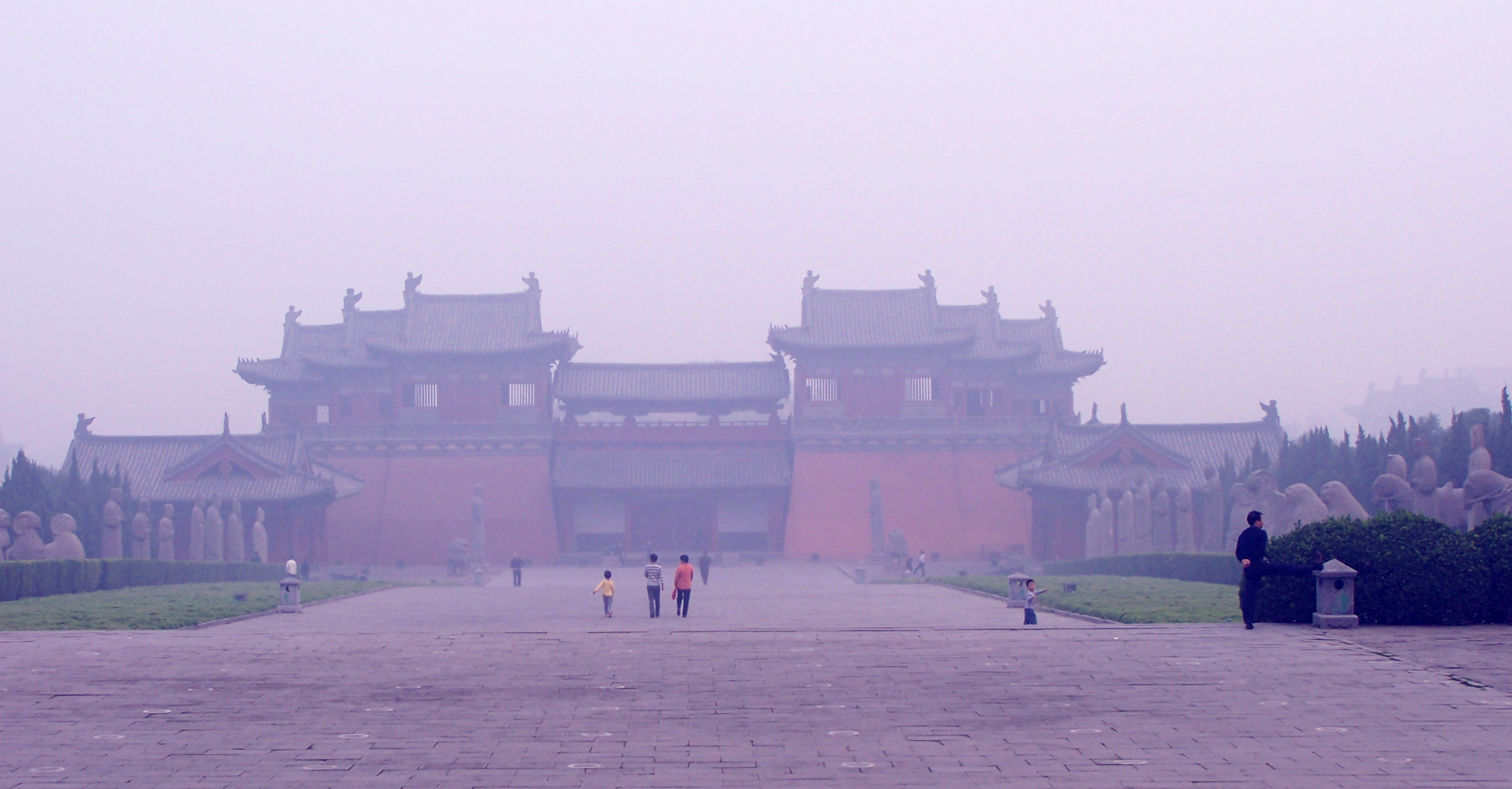
Eingang zu einem der Mausoleen der Song-Dynastie (Songling)

Die Stadt Gongyi (chinesisch 鞏義市 / 巩义市, Pinyin Gǒngyì Shì) ist eine kreisfreie Stadt im Verwaltungsgebiet der bezirksfreien Stadt Zhengzhou, Provinz Henan, Volksrepublik China. Sie hat eine Fläche von 1.052 km² und zählt 838.300 Einwohner (Stand: Ende 2018).
Die Gongxian-Grotten, die Kaiser-Gräber der Song-Dynastie, die Stätte des Gongyi-Keramikbrennofens und die Residenz von Kang Baiwan stehen auf der Liste der Denkmäler der Volksrepublik China.
Die Longhai-Bahn verbindet Gongyi mit Lanzhou und Lianyungang.

## Administrative Gliederung
Auf Gemeindeebene setzt sich die kreisfreie Stadt aus fünf Straßenvierteln und fünfzehn Großgemeinden zusammen. 